# 쟈니브로스
쟈니브로스(ZANYBROS)는 대한민국의 영상물 제작업체이다.

## 수상
- 2017년 소리바다 베스트 케이뮤직 어워즈 - 신한류 뮤직비디오 작품상 수상